# Hydrovatus nefandus
Hydrovatus nefandus är en skalbaggsart som beskrevs av Omer-cooper 1957. Hydrovatus nefandus ingår i släktet Hydrovatus och familjen dykare. Inga underarter finns listade i Catalogue of Life.